# غلامعلی عبیدی
غلامعلی عبیدی (۱۹ خرداد ۱۲۹۹ — ۲۸ شهریور ۱۳۸۳)  داروساز، بنیان‌گذار لابراتوار داروسازی دکتر عبیدی - نخستین کارخانه داروسازی در ایران در سال ۱۳۲۵، بنیان‌گذار کارخانهٔ فارم دکتر عبیدی در ازبکستان، و دارای لقب «پدر صنعت داروسازی ایران» است.
غلامعلی عبیدی در نوزدهم خردادماه سال ۱۲۹۹ در تهران متولد شد. پس از اتمام تحصیلات ابتدایی و متوسطه، در سال ۱۳۱۷ وارد دانشکده طب و داروسازی دانشگاه تهران شد. پس از طی دوران تحصیل، در سال ۱۳۲۲ با درجه‌ی دکتری در رشته‌ی داروسازی فارغ‌التحصیل شد و برای گذراندن دوره تکمیلی عازم فرانسه شد.
اوضاع نابسامان بهداشت و درمان کشور و وضعیت رقت‌بار بیماران در دوران جنگ جهانی دوم، وی را مصمم به تولید ملی دارو در ایران نمود. این تصمیم، منجر به ساخت اولین کارخانه‌ی داروسازی ایران در سال ۱۳۲۵ در مکان سه راه امین حضور تهران شد.
وی با پیگیری‌های خود در سال ۱۳۳۷ موفق به دریافت اولین پروانه‌ی دارویی از وزارت بهداری وقت گردید. لابراتوار داروسازی دکتر عبیدی در سال ۱۳۵۲ در زمینی حدود ۱۵۰۰۰ متر مربع در کیلومتر ۸ جاده مخصوص کرج توسط وی احداث شد که تا کنون نیز در حال فعالیت می‌باشد.
پس از انقلاب اسلامی ایران و با خاتمه‌ی فعالیت کارخانه‌های چند ملیتی، داروسازی دکتر عبیدی در زمینه اخذ پروانه داروهای جدید گام برداشت. در سال ۱۳۶۶ دکتر عبیدی در ادامه فعالیت خود، شرکت آرایشی بهداشتی‌ای را به نام خود تأسیس نمود که وی تا سال‌های پایانی حیات مالک این شرکت بود و پس از مرگش در اوایل سال ۱۳۹۰ این مالکیت واگذار شد.
وی در غروب روز ۲۸ شهریور سال ۱۳۸۳ درگذشت.